# Jorge Barber
Jorge Barber Peralta (Zaragoza, ?-Fraga, 20 de mayo de 1882) fue un político español del siglo XIX.

## Reseña biográfica
Natural de Zaragoza, consta en la documentación de la Casa de Ganaderos de Zaragoza como ganadero ovino, con rebaños en María de Huerva.
Desde la década de 1850 fue vicepresidente del Consejo Provincial de Zaragoza. Consta también como vocal de la junta de beneficencia provincial.
Se asentó posteriormente en Fraga, y en 1857 fue diputado al Congreso por dicho distrito. Era considerado el candidato gubernamental, y neocatólico en un periodo de gobierno del Partido Moderado. Su principal rival local fue el progresista Camilo Labrador Vicuña.
Manuel Ovilo y Otero, lo tildó de "escasa relevancia política" y atribuye su elección en el distrito oscense al apoyo gubernamental. No revalidó su escaño frente al progresista Andrés Callén en 1858, año en que comenzó un gobierno progresista de Leopoldo O'Donnell.
Siguió siendo vicepresidente provincial en Zaragoza y actuó como gobernador civil interino y presidente de la Diputación Provincial de Zaragoza del 08 de marzo de 1860 al 20 de marzo de 1860, del 28 de marzo de 1861 al 27 de abril de 1861 y del 22 de marzo de 1863 al 06 de abril de 1863 .
Falleció soltero en Fraga.
| Predecesor: Ignacio Méndez de Vigo y Valdés Miranda | Presidente de la Diputación Provincial de Zaragoza 08 de marzo de 1860-20 de marzo de 1860 | Sucesor: Fernando de los Ríos y Acuña |
| Predecesor: Fernando de los Ríos y Acuña            | Presidente de la Diputación Provincial de Zaragoza 28 de marzo de 1861-27 de abril de 1861 | Sucesor: Pedro de Navascués           |
| Predecesor: Ignacio Méndez de Vigo y Valdés Miranda | Presidente de la Diputación Provincial de Zaragoza 22 de marzo de 1863-06 de abril de 1863 | Sucesor: Cayetano Bonafós             |